# Арабаджян, Артём Завенович
Артём Заве́нович Арабаджя́н (15 декабря 1922, Тбилиси — 2004, Москва) — советский и российский учёный, доктор экономических наук, профессор, главный научный сотрудник Института востоковедения РАН (отдел Ближнего и Среднего Востока), писатель и исследователь в области востоковедения.

## Биография
Родился в семье ремесленника. В 1949 году окончил Московский институт востоковедения (персидское отделение). Преподавал в Московском институте востоковедения (1949—1954), МГИМО МИД СССР (1954—1956).
С 1956 года работал в Института востоковедения АН СССР: научный сотрудник, старший научный сотрудник (с 25.12.1964). С 1970 года возглавлял в институте сектор Ирана. В 1989 году читал курс лекций в Денвере (США).

### Семья
Жена (с 1953 г.) — Вера Арамовна, урожд. Агабабова (1927—2010), врач. Дети:
- Завен (род. 1957)
- Марьяна, в замужестве Чубарова (1961—2003).

## Научная деятельность
30 сентября 1962 года защитил кандидатскую диссертацию («Социально-экономические корни монархии Реза-шаха и реакционная сущность её экономической политики»).
26 ноября 1982 года защитил докторскую диссертацию («Изменения в отраслевой структуре народного хозяйства Ирана в 60-70 гг.», в 2-х томах).
Автор более 100 научных работ.
Статьи вошли в сборники «Иран: ислам и власть», «Ислам на современном востоке» и другие.